# Pseudorrhinactia rubricornis
Pseudorrhinactia rubricornis är en tvåvingeart som beskrevs av Thompson 1968. Pseudorrhinactia rubricornis ingår i släktet Pseudorrhinactia och familjen parasitflugor. Inga underarter finns listade i Catalogue of Life.